# 重石束腰蟹
重石束腰蟹（学名：Somanniathelphusa zhongshiensis）为束腹蟹科束腰蟹属的动物。在中国大陆，分布于江西等地，常见于稻田、水渠、溪流泥洞中。